# Хінохара (Токіо)

35°43′37″ пн. ш. 139°8′56″ сх. д. / 35.72694° пн. ш. 139.14889° сх. д.
Хіноха́ра (яп. 檜原村, ひのはらむら, МФА: [çinode mat͡ɕi̥]) — село в Японії, в повіті Нісі-Тама префектури Токіо. Станом на 1 жовтня 2008 площа села становила 105,42 км². Станом на 1 січня 2009 населення села становило 2516 осіб.